# Políptico Recanati
El Políptico Recanati (en italiano: Polittico di Recanati ) es un óleo sobre lienzo del pintor renacentista italiano Lorenzo Lotto, ejecutado en 1506-1508 y ubicado en el Museo Cívico de Villa Colloredo Mels, Recanati, Italia. El trabajo está fechado y firmado Laurent[ius] Lotus MDVIII. 
Lotto comenzó a trabajar en la obra en 1506 para la iglesia de San Domenico en Recanati. El trabajo fue visto y descrito in situ por Giorgio Vasari en su Vite, quien dijo que Lotto todavía era joven y seguía en parte el estilo de los Bellini, en parte el de Giorgione. Para 1861, el políptico fue desmontado, pero luego fue recompuesto y transferido a la Galería de Arte Comunal. San Domenico todavía contiene un fresco de Lotto que representa a San Vicente Ferrer. 

## Descripción

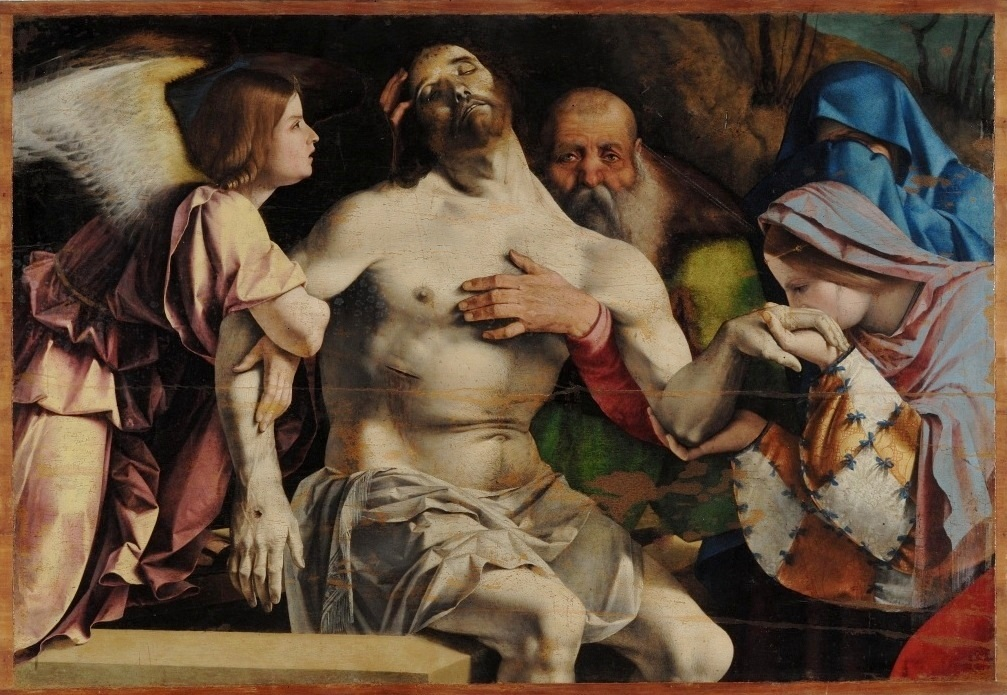
Detalle de la Piedad.

El políptico se compone de un panel más grande en el centro simulando un arco, flanqueado por dos más pequeños en la misma forma. En la parte superior hay dos paneles laterales con santos, y uno superior rectangular que representa la Piedad. El esquema del políptico, relacionado con un esquema antiguo del siglo XV, tal vez fue elegido por los frailes del convento: Lotto de todos modos lo desarrolló en una composición única, al menos en los paneles inferiores, con una escena ambientada bajo una logia con un artesonado en bóveda de cañón en el centro y dos bóvedas menores a los lados, mientras que en los extremos hay una apertura hacia el paisaje. 
Los nichos del fondo, con mosaicos de estilo bizantino, están inspirados en obras anteriores de Giovanni Bellini, mientras que el pavimento de tablero de ajedrez es un ejemplo del conocimiento de la perspectiva geométrica introducida por el Renacimiento italiano en el siglo XV. 
Los paneles son: 
- Virgen con el Niño, ángeles y santos Domingo, Gregorio y Urbano (centro, 227x108 cm)
- Santos Tomás de Aquino y Flavio (izquierda, 155x67 cm)
- Santos Pedro de Verona y Vito (derecha, 155x67 cm)
- Santa Lucía y San Vicente Ferrer (arriba a la izquierda, 67x67 cm)
- Santa Catalina de Siena y Segismundo (arriba a la derecha, 67x67 cm)
- Piedad (arriba, 80x108 cm)

La presencia de los santos dominicos está relacionada con la orden que poseía la iglesia, mientras que Flavio y Vito son los santos patronos de Recanati. Santo Domingo mismo está retratado arrodillado en el panel central mientras recibe, por intercesión de un ángel, el escapulario blanco de la Virgen. Además de la luz fría y diferenciada entre zonas más o menos expuestas, otro elemento innovador, propio de la ironía de Lotto, son los dos pequeños ángeles músicos sentados en la base del trono, a quienes asusta la aparición de Domingo.